# Raymond Baten
Raymond Baten (Delft, 26 januari 1989) is een Arubaans voormalig voetballer die doorgaans als middenvelder speelde. 

## Carrière
Baten speelde in de jeugd van ADO Den Haag en AFC Ajax. Hij brak echter niet door. Hij zette zijn carrière voort bij verschillende amateurclubs, waaronder ASV De Dijk, Quick Boys en H.V. & C.V. Quick.

## Interlands
In 2011 werd hij geselecteerd voor het Arubaans voetbalelftal. In 2012 won hij met het nationale elftal de 3e editie van de ABCS-toernooi.